# Anne Mansouret
Anne Mansouret, née Anne-Mansoureh Riahi le 14 novembre 1945 à Téhéran, est une femme politique française. Ancienne membre du Parti socialiste et du MRG, elle est conseillère régionale de Haute-Normandie de 2004 à 2015.

## Biographie

### Origines, études et vie personnelle
Née à Téhéran en 1945, d'un père iranien, Djahanguir Riahi, et d'une mère belge, Anne-Mansoureh Riahi est naturalisée française à l'âge de 21 ans et change son nom en 1966, en faisant de son prénom composé reflétant sa double culture familiale, Anne-Mansoureh, un prénom et un nom de famille.
Elle fait des études de droit puis de politique à l’Institut d’études politiques de Paris.
Elle a trois enfants, parmi lesquels Tristane Banon, dont le père est Gabriel Banon.

### Carrière professionnelle
Elle commence sa carrière professionnelle comme responsable des relations avec la presse des parfums Givenchy. Ensuite, elle est associée au sein de SDMC, une agence spécialisée dans l’évènementiel de prestige et la communication institutionnelle. Elle est conseillère en communication de 1989 à 2001 jusqu'à son élection au conseil général.

### Carrière politique
Anne Mansoureh entre en politique en 1992 à l'occasion des élections régionales en Haute-Normandie ; à cette occasion elle prend la tête d’une liste de socioprofessionnels dénommée « entreprendre pour l'emploi » dans l'Eure.
En 1994, elle adhère au Mouvement des radicaux de gauche (MRG).
De 1996 à 2000, Anne Mansouret est secrétaire nationale du PRS puis du PRG.

#### Conseillère municipale d'Évreux
En 1995, elle est quatrième sur la liste « Changeons les choses, clairement à gauche » de Michel Champredon aux élections municipales d'Évreux. À cette occasion, Anne Mansouret est élue et devient conseillère municipale de la ville jusqu'à sa démission en septembre 1997.

#### Conseillère générale de l'Eure
Sa carrière de conseillère générale débute quand elle est candidate aux élections cantonales (canton du Neubourg) et aux élections européennes en dix-huitième position sur la liste Énergie Radicale menée par Bernard Tapie.
En 2001, Anne Mansouret est élue au second tour avec 50,35 % conseillère générale du canton d'Évreux-Est battant ainsi le libéral Jean-Jacques Hubert, titulaire du poste depuis près de vingt ans. En 2008, elle est réélue conseillère générale avec 56,65 % des voix au second tour.
Elle est également vice-présidente du conseil général entre 2001 et 2015.
Aux élections départementales de 2015, elle se présente en binôme avec Jean Berkani dans le canton d'Évreux 3. Éliminée dès le premier tour, elle ne rassemble que 20,56 % des voix.

#### Conseillère régionale de Haute-Normandie
En 2004, Anne Mansouret est élue au conseil régional de Haute-Normandie en 2004 sur la liste du président socialiste Alain Le Vern.

En 2010, elle est réélue.
En mai 2012, elle est exclue du PS pour s'être présentée en dissidence contre la candidature de Jérôme Bourlet de la Vallée soutenue par le PS et Europe Écologie-Les Verts dans la cinquième circonscription de l'Eure . Son score de 9,25 % au premier tour ainsi que la candidature d'Hélène Segura vont contribuer à l'élimination dès le premier tour des candidats de gauche, donnant lieu ainsi à un second tour entre l'UMP et le Front national.
Elle se présente à nouveau en juin 2022 dans la première circonscription de l’Eure. Ne recueillant que 826 voix soit 2,09% des suffrages, elle échoue à se qualifier au second tour.

#### Candidature à la primaire présidentielle socialiste
Le 1er avril 2011, Anne Mansouret annonce sa candidature à la primaire socialiste en vue de l'élection présidentielle de 2012. Elle déclare toutefois qu'elle n'a pas « l'intention de devenir présidente de la République », considérant sa candidature comme un témoignage, basée sur son expérience d'élue locale, afin de permettre au PS de construire un discours plus efficace « face à la progression des idées du Front national ». Elle retire sa candidature le 1er juillet 2011.

## Distinction
En 1998, elle est nommée chevalier de la Légion d'honneur ; elle est promue officier en 2008.